# سيدي الهواري
هو الشيخ محمد بن عمر الهواري، علامة ويعده أهل وهران من أولياء الله الصالحين. ولد بقلعة بني راشد ولاية غليزان عام 751هجري -1350م

## حياته

### نسبه
هو أبو عبد الله محمد بن عمر بن عثمان بن منيع بن عياشة بن سيد الناس بن أمين الناس المتصل نسبه إلى الأدارسة.

### رحلاته العلمية
عندما بلغ من العمر 10 سنوات أرسله والده لبلدة كليمتو بلدية صور حاليا تعلم القرآن والعلم مبكرا وبدا الأسفار منذ السن السادسة عشر من عمره، إذ درس على العلماء بالصحراء، ثم بجاية على يد الشيخين:
أحمد بن إدريس وعبد الرحمان الوغلسيس وهما أستاذا ابن خلدون.
ومن بجاية توجه إلى مدينة فاس، أين حفظ كتاب المدونة الكبرى للإمام مالك سنة 776 هـ 1374م وهو في سن 25 سنة وهو السن الذي كتب فيه كتابه - السهو في الطهارة والصلاة - باللغة الدارجة تبسيطًا للناس. ودرس على يد:
- موسى بن محمد بن معطي بن العبدوسي.
- أحمد بن القاسم بن عبد الرحمن القباب.

وبعد أن أصبح مدرسًا بفاس شدّ الرحال إلى المشرق عبر تونس وليبيا، وأقام بالأزهر الشريف وتتلمذ على يد الشيخ الحافظ العراقي ثم التحق بالحجاز أين أدى فريضة الحج وزار المدينة وعلمائها وانتقل بعدها إلى فلسطين وحضر عددًا من الدروس بالمسجد الأقصى ثم إلى دمشق يدرس العلم ورجع أخيرًا للجزائر مباشرة إلى وهران التي كانت تعج آنذاك بالثقافة والعمران والتجارة إلا أنها كانت تبتعد عن تعاليم الدين لغياب مصلحين ومدرسين وهذا ما عكف عليه الإمام.[بحاجة لمصدر]
ظل يعلم الدين بوهران ويفتح المدارس الدينية والقرآنية ويعلم الفقه والحديث وشتى علوم الدين حتى صار له عدد كبير من التلاميذ سينيرون وهران عبر تاريخها.[بحاجة لمصدر]

## مؤلفاته
1. التسهيل
2. السهو
3. شرح المنفرجة.[3]

## تلامذته
كان من أهم تلامذته الشيخ إبراهيم بن محمد التازي الذي سيكون له أثر كبير في وهران والحافظ أبوراس.

## وفاته
توفي بوهران بوم السبت 02 ربيع الثاني 843 هـ -1439 عن عمر يناهز 89 سنة من العلم والبذل.